# عمر حمند
عمر حمند (انگلیسی: Omar Hamenad؛ زادهٔ ۷ فوریهٔ ۱۹۶۹) بازیکن فوتبال اهل الجزایر بود.
از باشگاه‌هایی که در آن بازی کرده‌است می‌توان به باشگاه فوتبال القبائل اشاره کرد.
وی همچنین در تیم ملی فوتبال الجزایر بازی کرده‌است.